# 12 Hits Fra Den Bedste Tid
12 Hits Fra Den Bedste Tid (nogle gange kaldet Best Of) er det første opsamlingsalbum fra den danske popgruppe OneTwo. Det blev udgivet i 1997, hvilket var tre år efter gruppen blev opløst. Albummet indeholder sange fra de tre studiealbums som OneTwo nåede at udgive.

## Spor
1. "Billy Boy" - 4:40
2. "Midt I En Drøm" - 4:25
3. "Den Bedste Tid" - 4:59
4. "Hvide Løgne" - 6:05
5. "Sket Så Tit" - 4:30
6. "Jeg Ka' Gi' Hva' Du Vil Ha'" - 4:13
7. "Smukke Anna" - 4:55
8. "Hold Fast" - 5:33
9. "Getting Better" - 4:44
10. "The Wind Whispers You" - 4:45
11. "Footsteps" - 4:53
12. "Don't Follow That Road" - 5:37